# シプカ (小惑星)
シプカ (2530 Shipka) は小惑星帯にある小惑星。リュドミーラ・チェルヌイフがクリミア天体物理天文台で発見した。
1877年からの露土戦争において激戦地となった、ブルガリアのシプカ峠に因んで名付けられた。